# Rättviks församling
Rättviks församling är en församling i Falu-Nedansiljans kontrakt i Västerås stift. Församlingen ligger i Rättviks kommun i Dalarnas län och ingår i Rättviks pastorat. 

## Administrativ historik
Församlingen har medeltida ursprung. 24 februari 1618 utbröts Boda församling. 1 maj 1918 utbröts Bingsjö-Dådrans församling efter att Bingsjö kapellag funnits i församlingen sedan 1781 och Dådrans kapellag sedan 1839.
Församlingen ingick till 1875 i pastorat med Boda församling för att därefter till 1 maj 1918 utgöra ett eget pastorat. Från 1 maj 1918 till 1989 var församlingen moderförsamling i pastoratet Rättvik och Bingsjö-Dådran, från 1989 till 1992 i pastoratet Rättvik, Boda och Bingsjö-Dådran. 1992 återgick Bingsjö-Dådrans församling till Rättviks församling som därefter var moderförsamling i pastoratet Rättvik och Boda. Från 2014 ingår även Ore församling i pastoratet.

## Kyrkoherdar
| Ämbetstid | Namn                        | Levnadstid | Övrigt                                 |
| --------- | --------------------------- | ---------- | -------------------------------------- |
|           | Empernus                    |            |                                        |
| 1509      | Hermannus                   |            |                                        |
| 1513      | Johannes                    | –1513      |                                        |
| 1529–1556 | Gudmundus Caroli            |            |                                        |
| 1571–     | Petrus Andreae Lexander     |            |                                        |
| 1594–1614 | Andreas Nicolai Dalekarlus  | –1614      |                                        |
| 1614–1648 | Olaus Andreæ Dalekarlus     | –1648      |                                        |
| 1650–1667 | Petrus Johannis Schottenius | 1607–1667  |                                        |
| 1669–1693 | Gustavus Johannis Elvius    | 1618–1693  |                                        |
| 1694–1714 | Andreas Georgii Tillaeus    | 1648–1714  |                                        |
| 1716–1719 | Petrus Georgii Tillæus      | 1663–1744  | Senare domprost i Västerås församling. |
| 1720–1738 | Olof Kumblaeus              | 1663–1738  |                                        |
| 1739–1756 | Gabriel Sewallius           | 1685–1756  |                                        |
| 1758–1765 | Olof Kumblaeus              | 1709–1765  |                                        |
| 1767–1774 | Pehr Arborelius             | 1712–1774  |                                        |
| 1777–1784 | Isac Lindbom                | 1718–1784  |                                        |
| 1786–1800 | Anders Göransson            | 1740–1800  |                                        |
| 1803–1814 | Eric Löfwenius              | 1747–1814  | Kontraktsprost.                        |
| 1815–1825 | Anders Lindström            | 1769–1825  | Kontraktsprost.                        |
| 1828–1837 | Olof Senell                 | 1788–1837  | Kontraktsprost.                        |
| 1840–1874 | Pehr Ulric Boethius         | 1803–1874  | Kontraktsprost.                        |
| 1875–1881 | Per Pettersson              | 1822–1892  | Kontraktsprost.                        |

## Organister
| Verksam   | Namn                  | Levnadstid |
| --------- | --------------------- | ---------- |
| 1958–1964 | Rune Valdemar Jansson | 1924–      |

## Befolkningsutveckling
| Befolkningsutvecklingen i Rättviks församling 1860–1990       | Befolkningsutvecklingen i Rättviks församling 1860–1990 | Befolkningsutvecklingen i Rättviks församling 1860–1990 | Befolkningsutvecklingen i Rättviks församling 1860–1990 | Befolkningsutvecklingen i Rättviks församling 1860–1990 |
| ------------------------------------------------------------- | ------------------------------------------------------- | ------------------------------------------------------- | ------------------------------------------------------- | ------------------------------------------------------- |
|                                                               |                                                         |                                                         |                                                         |                                                         |
| År                                                            |                                                         |                                                         | Folkmängd                                               |                                                         |
| 1860                                                          | 1860                                                    |                                                         | 7 435                                                   |                                                         |
| 1870                                                          | 1870                                                    |                                                         | 7 695                                                   |                                                         |
| 1880                                                          | 1880                                                    |                                                         | 7 291                                                   |                                                         |
| 1890                                                          | 1890                                                    |                                                         | 7 874                                                   |                                                         |
| 1900                                                          | 1900                                                    |                                                         | 8 058                                                   |                                                         |
| 1910                                                          | 1910                                                    |                                                         | 8 117                                                   |                                                         |
| 1920                                                          | 1920                                                    |                                                         | 8 568                                                   |                                                         |
| 1930                                                          | 1930                                                    |                                                         | 7 897                                                   |                                                         |
| 1940                                                          | 1940                                                    |                                                         | 7 681                                                   |                                                         |
| 1950                                                          | 1950                                                    |                                                         | 7 979                                                   |                                                         |
| 1960                                                          | 1960                                                    |                                                         | 7 687                                                   |                                                         |
| 1970                                                          | 1970                                                    |                                                         | 7 232                                                   |                                                         |
| 1980                                                          | 1980                                                    |                                                         | 7 991                                                   |                                                         |
| 1990                                                          | 1990                                                    |                                                         | 8 477                                                   |                                                         |
| Anm: Källor: Demografiska databasen, CEDAR, Umeå universitet. |                                                         |                                                         |                                                         |                                                         |

## Kyrkobyggnader
- Rättviks kyrka
- Bingsjö kyrka
- Stiftsgårdens kapell
- Dådrans kapell